# Feeling of Falling
Feeling of Falling è un singolo del gruppo di DJ Cheat Codes in collaborazione con la cantante tedesca Kim Petras, rilasciato il 30 novembre 2018.
Questo singolo è stato scritto da Ivy Adara, Trevor Dahl, Matthew Elifritz, Aaron Jennings, Sean Myer e Kevin Pederson.

## Antefatti
Diversamente dalle altre opere di Petras, per questo singolo non ha collaborato alla creazione del testo, difatti ha rivelato di essere rimasta soddisfatta del testo già creato in precedenza. Ha inoltre aggiunto che si è trovata particolarmente bene durante la collaborazione con Cheat Codes.

## Video musicale
Petras il 5 giugno 2019, in un Tweet, ha rivelato che il video musicale per Feeling of Falling fu scartato, senza dare ulteriori spiegazioni.

## Tracce

### Feeling of Falling - Single
1. Cheat Codes – Feeling of Falling (feat. Kim Petras) – 3:37 (testo: Ivy Adara, Trevor Dahl, Matthew Elifritz, Aaron Jennings, Sean Myer, Kevin Pederson – musica: Cheat Codes)

### Feeling of Falling (Remixes) - EP
1. Cheat Codes – Feeling of Falling (feat. Kim Petras) – 4:15 – (Steve Aoki Remix)
2. Cheat Codes – Feeling of Falling (feat. Kim Petras) – 2:57 – (Danny Quest Remix)
3. Cheat Codes – Feeling of Falling (feat. Kim Petras) – 3:15 – (Angemi Remix)
4. Cheat Codes – Feeling of Falling (feat. Kim Petras) – 3:43 – (Justin Caruso Remix)
5. Cheat Codes – Feeling of Falling (feat. Kim Petras) – 3:02 – (Daniel Blume Remix)

## Classifiche
| Classifiche USA (2018)   | posizione più alta |
| ------------------------ | ------------------ |
| Dance/Electronic Digital | 4                  |
| Hot Dance/Electronic     | 23                 |